# 硫嘌呤甲基转移酶
硫嘌呤甲基转移酶（英語：Thiopurine methyltransferase或Thiopurine S-methyltransferase，EC 2.1.1.67），又称巯基嘌呤甲基转移酶或巯嘌呤甲基转移酶，简称TPMT，是一种催化硫嘌呤类化合物甲基化的酶。硫嘌呤类药物常用于癌症化学疗法及免疫抑制疗法，因而TPMT的活性会影响使用这类药物时不同患者对药物的敏感性和毒性反应。
TPMT在18q染色体上有一个伪基因。

## 药理学
TPMT是硫嘌呤类药物（如硫唑嘌呤、巯嘌呤和硫鸟嘌呤）的代谢中最主要的酶之一，起到的作用是在这类化合物的硫原子上增加一个甲基；这个过程中提供甲基的是S-腺苷甲硫氨酸，后者同时被转化成S-腺苷-L-高半胱氨酸。TPMT基因的缺陷会让人体无法将这类药物灭活，未代谢的药物因此在体内大量累积，从而引起严重甚至致命的骨髓抑制，表现为贫血、血小板减少症（导致出血）和白细胞减少症（导致感染）等。

## 临床意义
研究显示，临床上大约5%的硫嘌呤类药物疗法由于毒性原因而终止。一般来说，在使用硫嘌呤类药物前及治疗过程中会多次测量病人的TPMT酶活性，以防止TPMT不活跃者（占总人口约10%）及TPMT无活性者（占总人口约0.3%）在使用这类药物后产生的严重骨髓毒性。近年来也开始采用基因测试，相对于前者优点在于测试不需要反复进行。
不同人种的TPMT基因突变分布情况有着极大的不同。